# Homogenizacja kultury
Homogenizacja kultury (gr. homogenes ’jednorodny’) – proces ujednolicania kultury na obszarze danego społeczeństwa, w wyniku mieszania się dwóch różnych kultur, charakteryzujący się tym, iż elementy kulturowe zaczynają się do siebie całkowicie upodabniać, np. zwyczaje, moda, sposób pisania artykułów w prasie, ich treści itp. Zazwyczaj duży wpływ na homogenizację kultury ma kultura dominująca, która w małej mierze przyswaja sobie elementy kulturowe z otoczenia, w którym dominuje, natomiast w znacznym stopniu wpływa na kształtowanie się kultur będących w jej zasięgu. Wobec homogenizacji przeciwstawne są ruchy kontrkulturowe. 
Homogenizacji podlegają wzorce, świadomość, zachowania, wartości. Homogenizacja jest w dużym stopniu konsekwencją rozwoju masowej produkcji dóbr i umasowienia kultury symbolicznej oraz komercjalizacji świata.